# Brouwerij Donum Ignis
Brouwerij Donum Ignis is een Belgische ambachtelijke microbrouwerij gelegen te Sinaai bij Sint-Niklaas in de provincie Oost-Vlaanderen.
Donum Ignis betekent geschenk van het vuur.

## Geschiedenis
Brouwer Geert Vertenten doceert wiskunde en chemie in het Sint-Teresiacollege te Eksaarde. Naar aanleiding van de vraag van zijn leerlingen om bier te brouwen tijdens het practicum chemie begon hij zich te verdiepen in het bierbrouwen. Wat eerst begon als hobby — het brouwen van tienmaal 40 liter per jaar —, groeide uit in april 2010 tot een officiële brouwerij van 400 liter per brouwsel.
Jaarcapaciteit: 70 hl.

## Bieren
- NOORderbierke, amberblond degustatiebier met dryhopping, 8,1%
- ZUIDerbierke, donker degustatiebier met rozijnentoets, 8,2%
- ZoemZoem, honingbier, 8,0%
- Black 13, het bekendste bier van brouwerij Donum Ignis